# Léopold Zoude
Pour les articles homonymes, voir Zoude.
 (mars 2012).
Si vous disposez d'ouvrages ou d'articles de référence ou si vous connaissez des sites web de qualité traitant du thème abordé ici, merci de compléter l'article en donnant les références utiles à sa vérifiabilité et en les liant à la section « Notes et références ».
Léopold  Zoude, né  le 27 mai 1771 à Namur et mort le 1er octobre 1853 à Saint-Hubert (Belgique), est un homme politique belge libéral. Il est membre des États provinciaux, puis élu au Congrès national. Membre de la chambre des représentants depuis l'origine de cette assemblée jusqu'en 1848, il fait partie du sénat jusqu’à la fin de sa vie.

## Biographie

### Jeunesse

armes de la famille

Léopold Zoude est le fils de François Joseph Zoude (1722-1811) et de Marie Rose du Bois de Merbes-le-Château (province de Hainaut), fille d’un négociant.
Léopold Zoude se marie avec Clémentine Mazure, le  11 octobre 1798, à Namur. Ils ont pour fils Maximilien (1799-1853), qui est l'arrière-grand-père du chevalier Ernest Zoude (1886-1946), bourgmestre de Saint-Hubert. Charles Zoude n'est pas le fils de Léopold.
Léopold Zoude obtient le diplôme de docteur en médecine à l’Université de Louvain, en 1794. Il est receveur des impositions directes en 1798. En outre, Léopold Zoude est officier de santé en 1799.

### Industriel
Cette année-là, il achète au village de Poix-Saint-Hubert un complexe industriel, construit par Dom Nicolas Spirlet, dernier abbé de Saint-Hubert sur la Lomme. Cet endroit est idéal pour exploiter la force motrice des cours d’eau qui y coulent. Pour alimenter ces industries, l’abbé avait fait ériger un haut-fourneau près de La Masblette : le Fourneau Saint-Michel. En 1797, la famille Zoude acquiert le haut fourneau.
La Révolution française voit la vente forcée des biens de l’Église. Léopold Zoude est pour certains un des pilleurs révolutionnaires. Zoude effectue divers essais afin de poursuivre la fonderie et est maître de forges. Il fabrique des boulets de canon. Mais Léopold Zoude comprend rapidement que la sidérurgie luxembourgeoise n'a plus d'avenir et il se tourne vers le commerce de bois en s'installant au Val de Poix.  
Léopold et  Louis Zoude avaient épousé deux sœurs - respectivement Mélanie et Thérèse - de la famille Perleau originaire du Val de Poix à Saint-Hubert.  En 1860, cette société créée par eux, les Usines de pâtes à bois de Poix-Saint-Hubert, avait fait l'acquisition d'un brevet d'une machine pour fabriquer de la pâte de papier avec du bois.  Elle passa en 1894 sous la coupe de la Société Anonyme de l'Union des Papeteries  rapidement dominée par le Conseil d'Administration du Crédit Général Liégeois.

### Sa carrière politique
Léopold Zoude  fait partie, de 1825 à 1830, des États provinciaux de la province de Luxembourg. En 1830, ses électeurs du district de Neufchâteau  l’envoient au Congrès national. Pour le différencier de Charles Zoude, également membre du Congrès national, les journalistes et les historiens l’appellent Zoude de Saint-Hubert.
Il vote l'exclusion de la Maison d'Orange-Nassau, se prononce pour l'élection du duc de Leuchtenberg et vote cependant pour Louis d'Orléans, duc de Nemours. Son suffrage est acquis plus tard au prince Léopold de Saxe-Cobourg-Gotha, et il se déclare favorable aux 18 articles.
Membre de la chambre des représentants depuis l'origine de cette assemblée, il défend les intérêts des électeurs de la province de Luxembourg à la Chambre des représentants jusqu'en 1848.
Il est décoré de la croix de fer et chevalier de l'Ordre de Léopold en 1841.
Léopold Zoude est commissaire du gouvernement auprès de la Banque nationale de Belgique en 1844[réf. à confirmer].
En 1848, il est élu sénateur par les arrondissements de Neufchâteau  et Virton. Il s’associe aux travaux de cette assemblée jusqu’à son décès, survenu le 1er octobre 1853.
Son gendre, Théophile Fallon, est lui aussi membre du Congrès national, en 1830 et devient président de la  Cour des comptes (Belgique) en 1831.